# Otilla
Otilla es una localidad española del municipio de Torrecuadrada de Molina, perteneciente a la provincia de Guadalajara, en la comunidad autónoma de Castilla-La Mancha. Constituida como entidad de ámbito territorial inferior al municipio, está situada en la comarca del Señorío de Molina-Alto Tajo y tiene una población de 8 habitantes (INE 2013).

## Geografía
La localidad está ubicada a una latitud de 40°44′21″ N y una longitud de 1° 47' 00" 0. La altitud sobre el nivel del mar es unos 1199 m. Al sur se encuentra Traid y al este Anquela del Pedregal.

## Historia
A mediados del siglo XIX, el lugar, ya por entonces perteneciente al municipio de Torrecuadrada, tenía contabilizada una población de 68 habitantes. La localidad aparece descrita en el decimosegundo volumen del Diccionario geográfico-estadístico-histórico de España y sus posesiones de Ultramar de Pascual Madoz de la siguiente manera: 

OTILLA: l. del distr. municipal de Torrecuadrada en la prov. de Guadalajara (25 leg.), part. jud. de Molina (3), aud. terr. de Madrid (35), c. g. de Castilla la Nueva, dióc. de Sigüenza (15). sit. en un cerrillo con libre ventilacion y clima frio; las enfermedades mas comunes son disenterias; tiene 18 casas; escuela de instruccion primaria; una igl. parr. (La Purísima Concepcion) aneja de la de Torrecuadrada. térm.: confina con los de Prados-redondos, Anquela, Piqueras y Torrecuadrada; dentro de él se eucuentran dos pozos de buenas aguas, y el cas. de la Bugeda: el terreno participa de arenisco y rubial; comprende un monte poblado de roble; baña el térm. una rambla, cuyo paso facilita un puente. caminos: los locales en muy mal estado, por la escabrosidad del terreno. correo: se recibe y despacha en la cab. del part. prod.: trigo, centeno, cebada y legumbres, leñas de combustible y pastos, con los que se mantiene ganado lanar y vacuno; hay caza de liebres, conejos y perdices. pobl.: 18 vec., 68 alm. cap. prod.: 403,334 rs. imp.: 24,200. contr.: 976.
(Madoz, 1849, p. 413)

## Demografía
|           | 1787 | 1797 | 1802 | 1812 | 1826 | 1835 | 1842 | 1848 | 1950 | 1960 | 1981 | 2000 | 2006 | 2013 |
| --------- | ---- | ---- | ---- | ---- | ---- | ---- | ---- | ---- | ---- | ---- | ---- | ---- | ---- | ---- |
| Población | 72   | 46   | 27   | 24   | 80   | 52   | 112  | 68   | 140  | 88   | 15   | 10   | 7    | 8    |

## Patrimonio
En la localidad hay una iglesia parroquial bajo la advocación de la Purísima Concepción.

## Comunicaciones
Carreteras
- Carretera Local GU-961: Prados Redondos-Torrecuadrada de Molina-Otilla.[4]

Transporte público

- Línea C9 Anquela del Pedregal-Molina de Aragón: Anquela del Pedregal-Otilla-Torrecuadrada de Molina-Pradilla-Prados Redondos-Aldehuela-Tordelpalo-Molina de Aragón. Lunes a viernes Laborables y Lectivos.
- Línea S7 Anquela del Pedregal-Molina de Aragón: Anquela del Pedregal-Otilla-Torrecuadrada de Molina-Pradilla-Prados Redondos-Aldehuela-Molina de Aragón. Sábados y Laborales no Lectivos.
- Línea J8 Molina de Aragón-Anquela del Pedregal: Molina de Aragón-Aldehuela-Prados Redondos-Pradilla-Torrecuadrada de Molina-Otilla-Anquela del Pedregal.

Expedición adicional los jueves de mercadillo en Molina.